# Anthony Black
Anthony Black (sinh ngày 20 tháng 1 năm 2004) là một cầu thủ bóng rổ chuyên nghiệp người Mỹ chơi cho đội Orlando Magic tại Giải bóng rổ Nhà nghề Mỹ (NBA). Anh từng chơi cho đội bóng rổ đại học Arkansas Razorbacks. Black là cầu thủ tuyển trạch được đánh giá năm sao và là một trong những cầu thủ hàng đầu của lứa 2022.

## Thời niên thiếu và sự nghiệp chơi bóng tại trung học
Black sinh ra tại Duncanville, Texas với cha và mẹ là Terry và Jennifer. Mẹ anh là cầu thủ bóng đá từng chơi cho Texas Longhorns và Baylor Bears, trong khi cha anh chơi bóng rổ ở cấp đại học cho Baylor Bears và thi đấu chuyên nghiệp ở nước ngoài. Khi Black được 10 tháng tuổi, anh cùng gia đình chuyển đến Đức, nơi mà cha anh đang chơi bóng. Black đã thông thạo tiếng Đức từ khi chỉ mới ba tuổi. Black chuyển về Hoa Kỳ cùng mẹ khi anh bắt đầu học mẫu giáo. Cha mẹ anh li hôn và Black được mẹ nuôi dưỡng khi còn nhỏ.
Black lớn lên ở Coppell, Texas và ban đầu theo học tại trường trung học Coppell. Anh ghi trung bình 16,3 điểm, 6,8 rebounds, 3,5 kiến tạo và hai cướp bóng mỗi trận khi đang học lớp 11 và được vinh danh vào đội hình 2 tiêu biểu nhất khu vực. Black cũng tham gia đội bóng bầu dục ở Coppell trong vai trò tiền đạo bắt bóng và bắt được 78 đường chuyền với 1.327 yards và 16 touchdown trong hai mùa giải. Anh chuyển đến trường trung học Duncanville ở Duncanville, Texas trước khi bắt đầu lớp 12. Black chỉ chơi 15 trận trong mùa giải do các vấn đề về cấp phép và ghi trung bình 13,5 điểm, 5,8 rebounds, 4 kiến tạo và 2,2 cướp bóng mỗi trận.

### Tuyển trạch
Black được đánh giá là cầu thủ tuyển trạch năm sao và quyết định nhận lời mời chơi bóng rổ tại đội đại học Arkansas sau khi xem xét các lời đề nghị khác từ các trường Gonzaga, Bang Oklahoma và TCU. Anh ấy cũng từng cân nhắc việc thi đấu chuyên nghiệp ở NBA G League. Ngoài ra, Black được đánh giá cao trong vai trò là một cầu thủ bóng bầu dục và đã nhận được học bổng từ các trường Texas, Baylor và Arkansas.

## Sự nghiệp tại đại học
Black bước vào mùa giải năm nhất tại Arkansas với tư cách là hậu vệ xuất phát chính. Anh cũng bước vào mùa giải với tư cách là một lựa chọn tiềm năng ở vòng đầu tiên của kỳ tuyển chọn NBA Draft 2023. Black ghi trung bình 22 điểm trong ba trận đấu tại Giải Maui Invitational năm 2022 và được vinh danh là Sinh viên năm nhất xuất sắc nhất Liên đoàn đông nam (SEC) trong tuần. Anh được điền tên vào đội hình sinh viên năm nhất xuất sắc nhất của SEC vào cuối mùa giải chính. Black ghi trung bình 12,8 điểm, 5,1 rebounds, 3,9 kiến tạo và 2 cướp bóng mỗi trận trong mùa. Sau khi mùa giải kết thúc, anh đã ra tuyên bố rằng anh ấy sẽ không tiếp tục chơi bóng tại đại học và sẽ tham gia NBA Draft 2023.

## Sự nghiệp chuyên nghiệp
Orlando Magic đã chọn Black ở lượt chọn tổng thứ sáu tại NBA Draft 2023.

## Sự nghiệp đội tuyển quốc gia
Black đã chơi cho đội tuyển bóng rổ quốc gia U18 Hoa Kỳ tại Giải vô địch châu Mỹ FIBA U18 năm 2022. Anh ghi trung bình 4,7 điểm, 7,8 rebounds và 4,2 kiến tạo mỗi trận, giúp đội bóng của mình giành huy chương vàng.

## Thống kê sự nghiệp

### NBA

#### Mùa giải chính
| Năm       | Đội       | GP | GS | MPG  | FG%  | 3P%  | FT%  | RPG | APG | SPG | BPG | PPG |
| --------- | --------- | -- | -- | ---- | ---- | ---- | ---- | --- | --- | --- | --- | --- |
| 2023–24   | Orlando   | 69 | 33 | 16.9 | .466 | .394 | .613 | 2.0 | 1.3 | .5  | .3  | 4.6 |
| Sự nghiệp | Sự nghiệp | 69 | 33 | 16.9 | .466 | .394 | .613 | 2.0 | 1.3 | .5  | .3  | 4.6 |

#### Playoffs
| Năm       | Đội       | GP | GS | MPG | FG%  | 3P%  | FT% | RPG | APG | SPG | BPG | PPG |
| --------- | --------- | -- | -- | --- | ---- | ---- | --- | --- | --- | --- | --- | --- |
| 2024      | Orlando   | 2  | 0  | 5.4 | .429 | .000 | —   | 1.0 | 1.0 | .5  | .0  | 3.0 |
| Sự nghiệp | Sự nghiệp | 2  | 0  | 5.4 | .429 | .000 | —   | 1.0 | 1.0 | .5  | .0  | 3.0 |

### Đại học
| Năm     | Đội      | GP | GS | MPG  | FG%  | 3P%  | FT%  | RPG | APG | SPG | BPG | PPG  |
| ------- | -------- | -- | -- | ---- | ---- | ---- | ---- | --- | --- | --- | --- | ---- |
| 2022–23 | Arkansas | 36 | 36 | 34.9 | .453 | .301 | .705 | 5.1 | 3.9 | 2.1 | .6  | 12.8 |